# Jaszczurowa (województwo małopolskie)
Jaszczurowa – wieś w Polsce położona w województwie małopolskim, w powiecie wadowickim, w gminie Mucharz, w dolinie potoku Jaszczurówka.
We wsi znajduje się szkoła podstawowa.

## Części wsi
| SIMC    | Nazwa        | Rodzaj     |
| ------- | ------------ | ---------- |
| 0062716 | Banówka      | część wsi  |
| 0062722 | Dudówka      | część wsi  |
| 0062739 | Dwór         | część wsi  |
| 0062745 | Florek       | część wsi  |
| 0062751 | Garncarzówka | część wsi  |
| 0062768 | Gronie       | część wsi  |
| 0062840 | Jamnik       | przysiółek |
| 0062774 | Konikówka    | część wsi  |
| 0062780 | Kurówka      | część wsi  |
| 0062857 | Polana       | przysiółek |
| 0062797 | Ryskówka     | część wsi  |
| 0062805 | Siedlisko    | część wsi  |
| 0062811 | Suszyca      | część wsi  |
| 0062828 | Tomolikówka  | część wsi  |
| 0062834 | Zagronik     | część wsi  |

## Historia
Jaszczurowa powstała najwcześniej w połowie XIV wieku, kiedy zakładaniem wsi na prawie niemieckim w lasach nadanych mu w 1333 w okolicy Zembrzyc przez księcia oświęcimskiego Jana Scholastyka zajmował się Żegota z Bieńkowic. Po raz pierwszy wzmiankowane w 1389, kiedy należała do niejakiego Skarbka i podlegała parafii w Mucharzu.
Z Jaszczurowej pochodził działający w XVIII w. na terenie Beskidów zbójnik Błażej Ficek.
W latach 1975–1998 miejscowość należała do województwa bielskiego.

## Zabytki
Obiekty wpisane do rejestru zabytków nieruchomych województwa małopolskiego.
- Pozostałość zespołu dworsko-parkowego;
- dom mieszkalno-gospodarczy nr 90.

## Galeria zdjęć

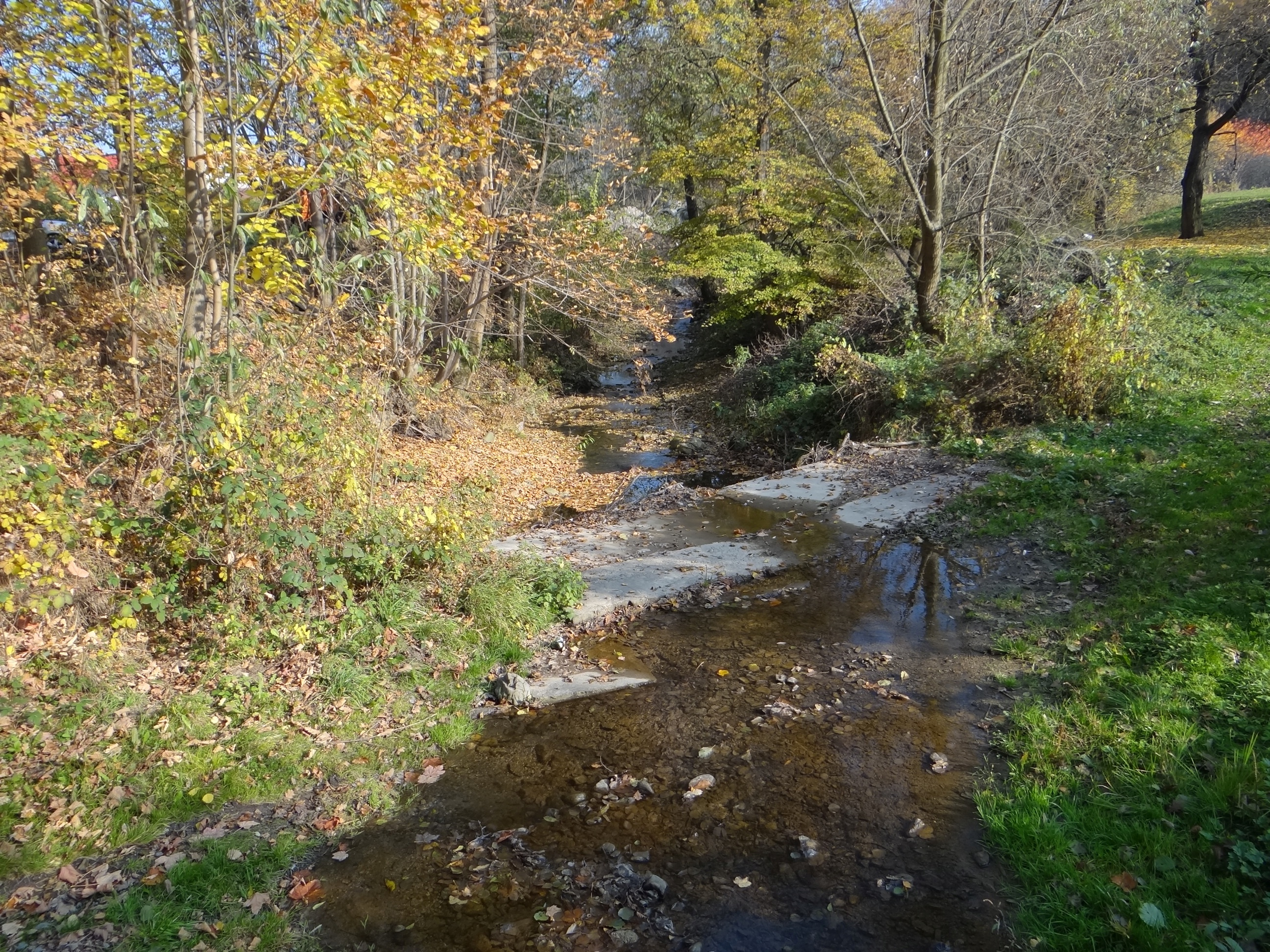
Potok Jaszczurówka
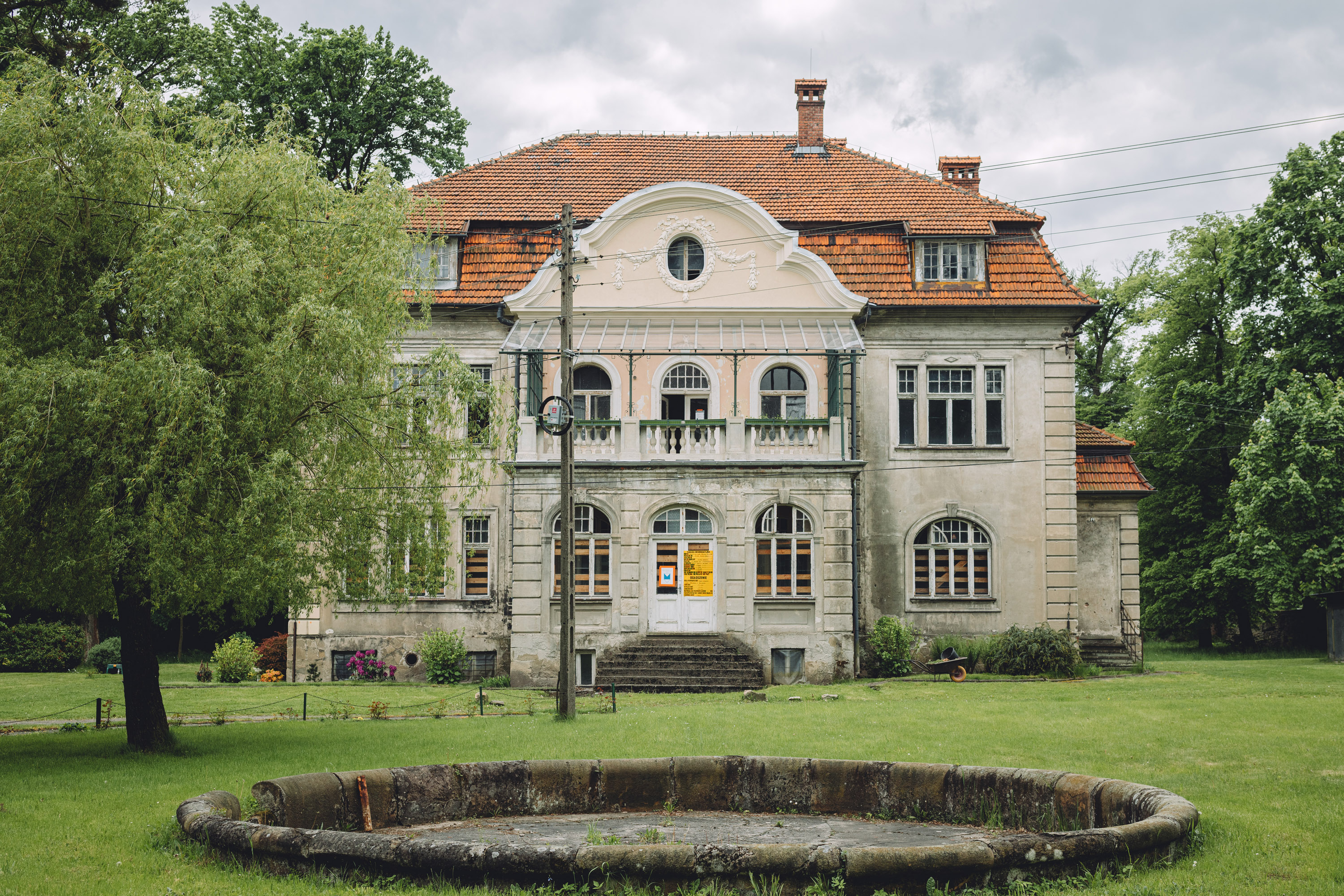
Pałac Thetschlów
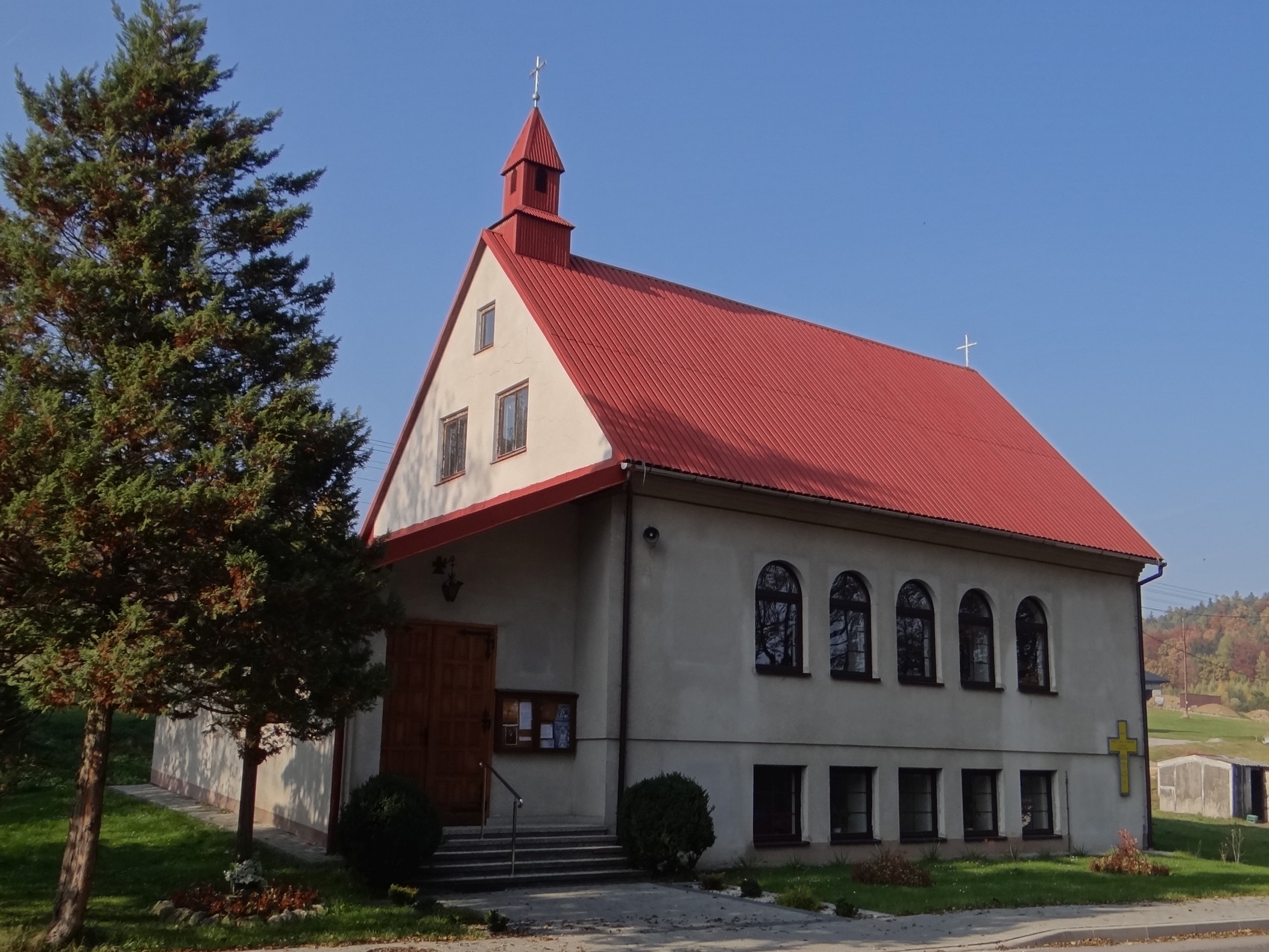
Kaplica w Jaszczurowej